# Vaclav Huml
Vaclav Huml (Beroun, Češka 18. rujna 1880. – Zagreb, Hrvatska 6. siječnja 1953.) je bio češki i hrvatski violinist i glazbeni pedagog. Utemeljitelj je Zagrebačke violinističke škole.
Sviranje violine je učio u Pragu kod svjetski poznatog češkog glazbenog pedagoga Otakara Ševčika.
Od 1903. radi u Zagrebu gdje predaje na Glazbenoj školi Hrvatskog glazbenog zavoda. Među njegovim poznatim učenicima bili su Nikola Jambrošić, Ljerko Spiller i Zlatko Baloković.
1919. je utemeljio, pored ostalih, Zagrebački kvartet.
Od 1921. do kraja života je predavao na zagrebačkoj Muzičkoj akademiji.
Da bi se nastavila tradicije usavršavanja gudačkog komornog glazbarenja na tragu djela Vaclava Humla, učenici, mahom gudači, poslije studenti zagrebačke Muzičke akademije, osnovali su ZOKOR, Zagrebački omladinski komorni orkestar.

## Počasti
Od 1977. se u Zagrebu održava svake četiri godine međunarodno violinističko natjecanje koje nosi ime njemu u čast.

## Vanjske poveznice
- MATICA HRVATSKA / Vijenac – 130. OBLJETNICA ROĐENJA VACLAVA HUMLA. Violina koja se ne zaboravlja  Arhivirana inačica izvorne stranice od 10. kolovoza 2011. (Wayback Machine) piše Zlatko Stahuljak
- MATICA HRVATSKA / VIJENAC – Zlatko Stahuljak: Tvorac zagrebačke violinističke škole  Arhivirana inačica izvorne stranice od 29. ožujka 2020. (Wayback Machine)